# Koło ratunkowe

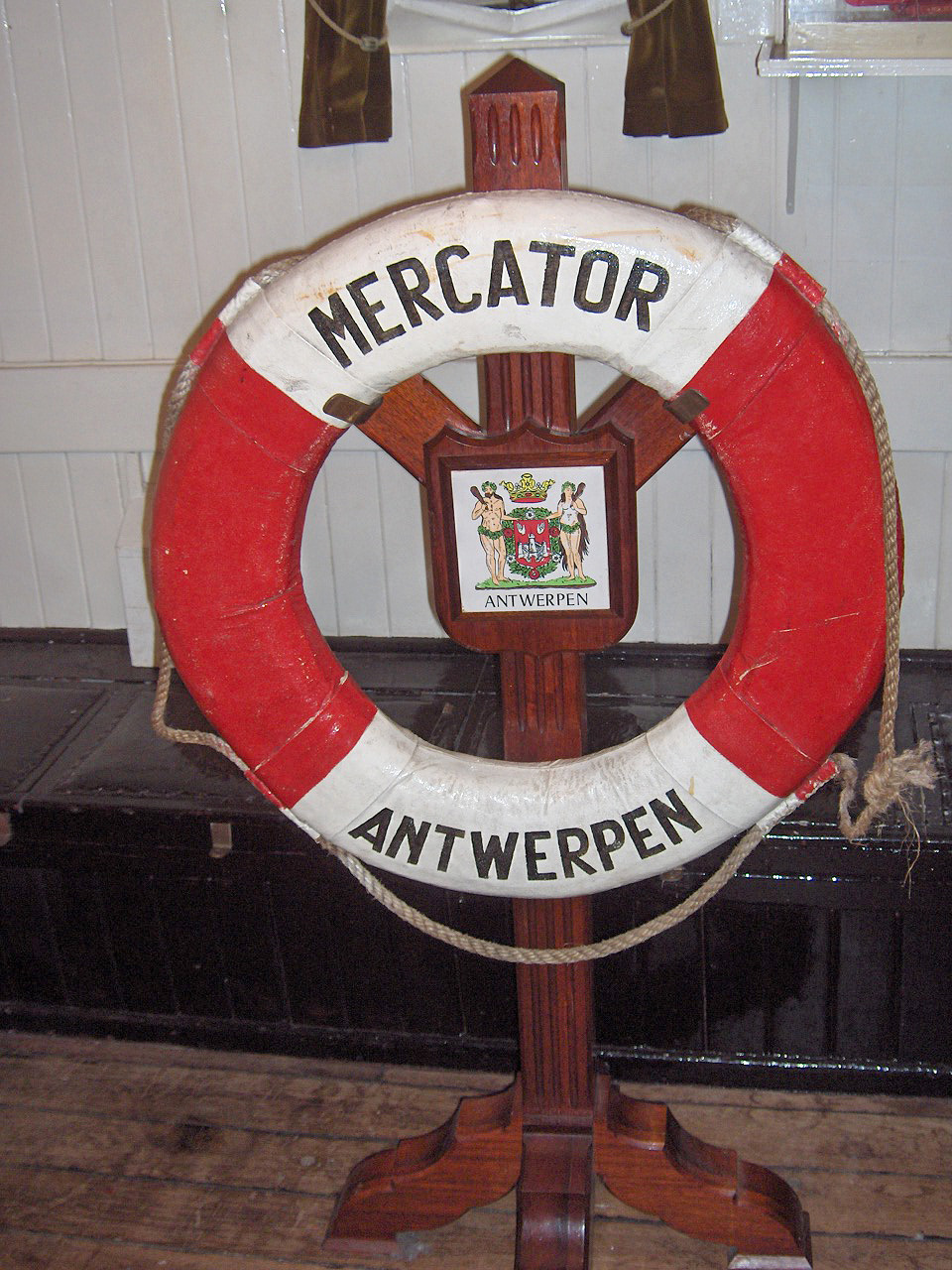
Koło ratunkowe

Koło ratunkowe – przyrząd do ratowania tonącej osoby, używany na statkach lub w pobliżu zbiorników wodnych o niebezpiecznej głębokości, a także na terenach kąpielisk i pływalni. Wyróżniamy dwa rodzaje kół ratunkowych:
- stosowane na śródlądziu
- stosowane na morzu (muszą posiadać atest).

Atestowane koła ratunkowe poddawane są próbie nasiąkania polegającej na moczeniu obciążonego 15-kilogramowym ciężarem koła w wodzie. Koło uzyskuje atest, jeżeli po upływie 24 godzin nie tonie.
Wymiary atestowanych kół ratunkowych:
- masa 2,5 kg do 4 kg
- średnica zewnętrzna 65 cm do 75 cm
- średnica wewnętrzna 40 cm do 45 cm

Koło ratunkowe jest wykonane z lekkiego materiału (np. sprasowanego styropianu, pianki polietylenowej lub innego tworzywa sztucznego), co powoduje jego pływanie i utrzymywanie osoby ratowanej na powierzchni wody. Aby ułatwić odnalezienie osoby ratowanej, do części kół ratunkowych na statku przyczepiane są pławki świetlne lub świetlno-dymne, uruchamiane automatycznie. Część kół jest wyposażona w przywiązane linki, o długości nie mniej niż 30 m, które ułatwiają ratowanie osób znajdujących się w wodzie, w pewnej odległości od burty statku. 
Koło ratunkowe najczęściej ma kształt zbliżony do torusa, z doczepioną linką pozwalającą na łatwe uchwycenie lub ciągnięcie przez ratownika; obszyte jest materiałem w jaskrawym, najczęściej pomarańczowym kolorze lub pomalowane na pomarańczowo albo czerwono.
W rozporządzeniu ministra spraw wewnętrznych z 27 lutego 2012 roku koła ratunkowe są jednym z obowiązkowych elementów wyposażenia każdego rodzaju strzeżonych obiektów wodnych, stosowanymi wymiennie z pasami ratowniczymi. Kąpieliska oraz miejsca okazjonalnie wykorzystywane do kąpieli powinny być wyposażone w jedno koło ratunkowe na każde 50 metrów linii brzegowej, umieszczone w pobliżu lustra wody. Pływalnie do 50 m długości niecki basenowej powinny być wyposażone w dwa koła ratunkowe, zaś powyżej 50 m długości w cztery. Inne obiekty dysponujące nieckami basenowymi powinny posiadać cztery koła na każde 300 m² powierzchni.